# 弦楽四重奏曲第2番 (ニールセン)
弦楽四重奏曲第2番 ヘ短調 作品5は、カール・ニールセンが1890年に作曲した弦楽四重奏曲。一部はデンマークで作曲されたが、大半は彼が奨学金を得て赴いていたドイツで書かれた。4曲からなるニールセンの公式の弦楽四重奏曲群の中では2番目の曲である。初演は1890年11月18日にベルリンの実践学校（Hochschule für Ausübende Tonkunst）において、ヨーゼフ・ヨアヒムのために私的に行われた。

## 概要
ニールセンはあるインタビューの中で、コペンハーゲンの混みあった路面電車の車上で突然主題が閃いて第2弦楽四重奏曲の第1楽章作曲の着想を得たと語っている。1890年7月に幼少期を過ごしたフュン島のノーレ・リュンデルセの恩師、オーラ・ローセンホフに宛てた手紙には、第1楽章が完成して浄書へ回す準備ができたことが伝えられている。9月29日の日記ではドレスデンで第3楽章が完成したばかりであると述べられていた。しかし第2楽章には多数の問題が生じており、ようやく11月5日になって次のように伝えられた。「ついに今日ずっと足踏み状態だった四重奏曲のアンダンテ（後のポコ・アダージョ）が先へ進んだ。」11月24日付の書簡ではローセンホフに対し「アンダンテは3回書き直しました」と述べている。しかし、次のように書かれたのは11月28日になってからである。「本日、四重奏曲のアンダンテ終了。やっとだ!なんと手間のかかったことか!」第4楽章は11月13日にドレスデンを後にする前に書き終えてしまっていた。
5回のリハーサルを行ったにもかかわらず、ニールセンは12月18日の午後に有名なヨーゼフ・ヨアヒムに向けてこの四重奏曲を演奏するにあたり依然緊張していた。演奏直後に次のように記されている。「5回のリハーサルを実施したが、曲はいまだ平凡な響きであった。上手く演奏するのは極めて難しい、というのもあまりに多くの転調があってしばしばエンハーモニックの関係になっており、それを綺麗に演奏しなくてはならないので難度は半分で十分なくらいだ。もしヨアヒムの前で演奏するという恐怖にこの作品を足してもらえれば、上手くいくというわけにはいかなかったことが想像できるだろう。」しかしヨアヒムは激励を与えており「気に入った部分について（彼を）大いに褒めた。」後にヨアヒムは音楽に込められた「想像力と才能」をいかに自分が称賛するかを説明している。ヨアヒムはニールセンが曲中最良と考える個所を書き直すべきであると助言を行ったが、当然ながら彼はそうすることを拒絶し、ヨアヒムは最終的にしぶしぶ認めた。「そうだね、親愛なるニールセン氏、おそらく私はただの老いたペリシテ人だ。望むがまま、感じるがままに書きたまえ。」

## 評価
公開初演は1892年4月8日にコペンハーゲンのOld Fellows Mansion（英語版）小ホールでアントン・スヴェンスン、ホルガ・ムラ、クリスティアン・ピーダスン、フレツ・ベンディクスによって行われた。作品は好評を博し、論評も前向きであった。批判的なことが多い『ポリティケン』紙のチャーレス・ケアウルフは次のように論じた。「曲はこの才覚が極めて素晴らしい『離れ業』をすでに成し得ることが火を見るより明らかであると示した。その肥沃でふくよかなことは真に人の心を温め、血の巡りを早めるものだ。」『Berlinske Aftenavis』も同様な激励を贈っており、この作品が「カール・ニールセン氏は、この人から何か重要なものを期待するのが正しいのだと思えるような若い作曲家であることを示すに至った」とした。1892年4月28日のニールセンによる作曲家の夕べにてもう一度再演された本作は、遥かに熱のこもった評価を受けた 。
ニールセンの生前、本作は彼の作品中でも指折りの演奏頻度を誇り、デンマーク国内のみならずアムステルダム、ロッテルダム、ベルリン、ライプツィヒ、マンチェスター、メキシコ、ブエノスアイレスなどでも演奏された。曲はNeruda四重奏団を率いたアントン・スヴェンスンに献呈され、彼は室内音楽協会（Kammermusikforeningen）で何度かこれを取り上げた。

## 演奏時間
約34分。

## 楽曲構成

### 第1楽章
Allegro non troppo ma energico 3/4拍子 ヘ短調
ヴァイオリンが奏でる精力的な主題により幕を開ける（譜例1）。様々に表情を変える経過部が続く。
譜例1
第2主題はシューベルトを思わせるような抒情的な旋律である。まずチェロに出されて第1ヴァイオリンへと歌い継がれていく（譜例2）。
譜例2
ピウ・モッソでヴァイオリンが高らかに旋律を歌いあげてクライマックスとなるとやがて静まっていく。第1主題を素材に用いて反復の準備を行い、提示部の繰り返しに入る。展開部は巧みに発展しながら進められていく。譜例2のリズム素材を用いて存分に展開された後、強奏により第1主題が再現される。続く第2主題はヴィオラが再現を担う。コーダは熱を帯び、譜例1のリズムを刻みながら重々しく終了する。

### 第2楽章
Un poco adagio 4/4拍子 ハ長調
ユニゾンで歌い出すヴィオラとチェロに遅れてヴァイオリンが穏やかな主題を奏でる（譜例3）。
譜例3
ヴァイオリンとヴィオラが音を重ねる後半のエピソードを奏し終わるとハ短調の新主題が現れる（譜例4）。
譜例4
譜例4が発展してクライマックスが築き上げられると静まっていき、やがてチェロにより譜例3が再現される。譜例3のリズムを用いながら静まっていき、弱音によって楽章を終える。

### 第3楽章
Allegretto scherzando 2/4拍子 ヘ短調
ピッツィカートの伴奏に乗り第1ヴァイオリンが譜例5の軽やかな主題を提示する。
譜例5
主題の反復に続いて三連符を用いた軽快な旋律が続く。推移の後、ヴァイオリンとヴィオラがユニゾンで譜例5を奏してからハ長調のトリオへ移行する。トリオではリズムに特徴のある低弦の伴奏に乗り、2丁のヴァイオリンが掛け合いを演じる（譜例6）。
譜例6
主題を少々展開し、譜例6の再現をすると主部へ戻る。譜例5の再現から三連符のエピソードへスムーズに進行し、コーダで大きく盛り上がって強い調子で終止する。なお、楽章の終止線にフェルマータが付されている。

### 第4楽章
Allegro appassionato 4/4拍子 ヘ短調
ソナタ形式。冒頭から勢いよく第1主題が強く奏でられる（譜例7）。
譜例7
推移を経て柔和な第2主題が提示される（譜例8）。
譜例8
1オクターヴ高い音域で譜例8が奏でられて盛り上がりを見せると落ち着きを取り戻して提示部の反復へ移る。気分が次々に移ろう展開部は穏やかに始まるが、勢いを得て付点のリズムが強調されると続いて複雑なリズムの組み合わせを見せ、増大した音量がアジタートとなってさらに推進力を増して再現部に入る。再現部ではトレモロの伴奏の上に譜例7が両ヴァイオリンで奏でられ、第2主題もヘ短調で続く。次第にクレッシェンドするとアレグロ・モルト、6/4拍子となって第1主題を変形して奏し、最後はプレストへ速度を上げるとそのままの勢いで駆け抜けて全曲が閉じられる。